# Belmonte Piceno
Belmonte Piceno – miejscowość i gmina we Włoszech, w regionie Marche, w prowincji Fermo.
Według danych na styczeń 2009 gminę zamieszkiwały 663 osoby przy gęstości zaludnienia 62,7 os./1 km².